# Linearização
Em matemática e suas aplicações, linearização refere-se a encontrar a aproximação linear de uma função em um dado ponto. No estudo de sistemas dinâmicos, linearização é um método para avaliar-se a estabilidade local de um ponto de equilíbrio de um sistema de equações diferenciais não lineares ou sistemas dinâmicos discretos. Este método é usado em campos tais como engenharia, física, economia e ecologia.

## Linearização de uma função
Linearizações de funções são funções lineares geralmente usadas com propósito de realizar cálculos específicos. Linearizar é um método eficaz de aproximar a imagem de uma função {\displaystyle y=f(x)} em qualquer {\displaystyle x=a} baseando-se na inclinação da reta tangente da função em {\displaystyle x=b}, desde que {\displaystyle f(x)} seja contínua em {\displaystyle [a,b]} (ou {\displaystyle [b,a]}) e {\displaystyle a} esteja suficientemente próximo de {\displaystyle b}.
Por exemplo: você provavelmente sabe que {\displaystyle {\sqrt {4}}=2}. Mas sem uma calculadora, como seria possível calcular {\displaystyle {\sqrt {4,001}}}?
Seja {\displaystyle L_{a}(x)} a função correspondente à linearização de {\displaystyle f(x)} em {\displaystyle a}, a propriedade da Localidade Linear nos diz que qualquer função diferenciável num ponto é linear naquele ponto, ou seja, sob um certo nível de zoom, seu gráfico assemelhar-se-á a uma reta. Essa reta é justamente a reta tangente da função naquele ponto específico.
Sendo assim, a linearização (aproximação de Taylor de primeira ordem) da função {\displaystyle f(x)} no ponto {\displaystyle x=a} será: {\displaystyle y-f(a)=m(x-a)} ou {\displaystyle y=f(a)+m(x-a)}, em que {\displaystyle m} é a inclinação da reta, que corresponde à derivada da função {\displaystyle f(x)} em {\displaystyle a}. A equação final para a fórmula do cálculo da linearização é:
{\displaystyle y=f(a)+f'(a)(x-a)}

## Exemplo
Para encontrar {\displaystyle {\sqrt {4,001}}} nós podemos usar o fato de que {\displaystyle {\sqrt {4}}=2}. A linearização de {\displaystyle f(x)={\sqrt {x}}} no ponto {\displaystyle x=a} é
{\displaystyle y={\sqrt {a}}+{\frac {1}{2{\sqrt {a}}}}(x-a)}
Substituindo {\displaystyle a} por 4, temos:
{\displaystyle y=2+{\frac {1}{4}}(x-4)}
Nesse caso, {\displaystyle x=4,001}, então:
{\displaystyle y=2+{\frac {1}{4}}(0,001)=2.00025}
Perceba que o verdadeiro valor de {\displaystyle {\sqrt {4,001}}} é {\displaystyle 2,000249984}, portanto esta linearização possui um erro de {\displaystyle 0,000000016}.